# 阿法爾人
阿法爾人為主要生活在非洲東部的族群，現有人口約有2,728,000人，大多數阿法爾人的宗教信仰是伊斯蘭教。游牧是阿法爾人最主要的社會產業，並且為父系社會。大部分的阿法爾人使用的語言為阿法爾語。

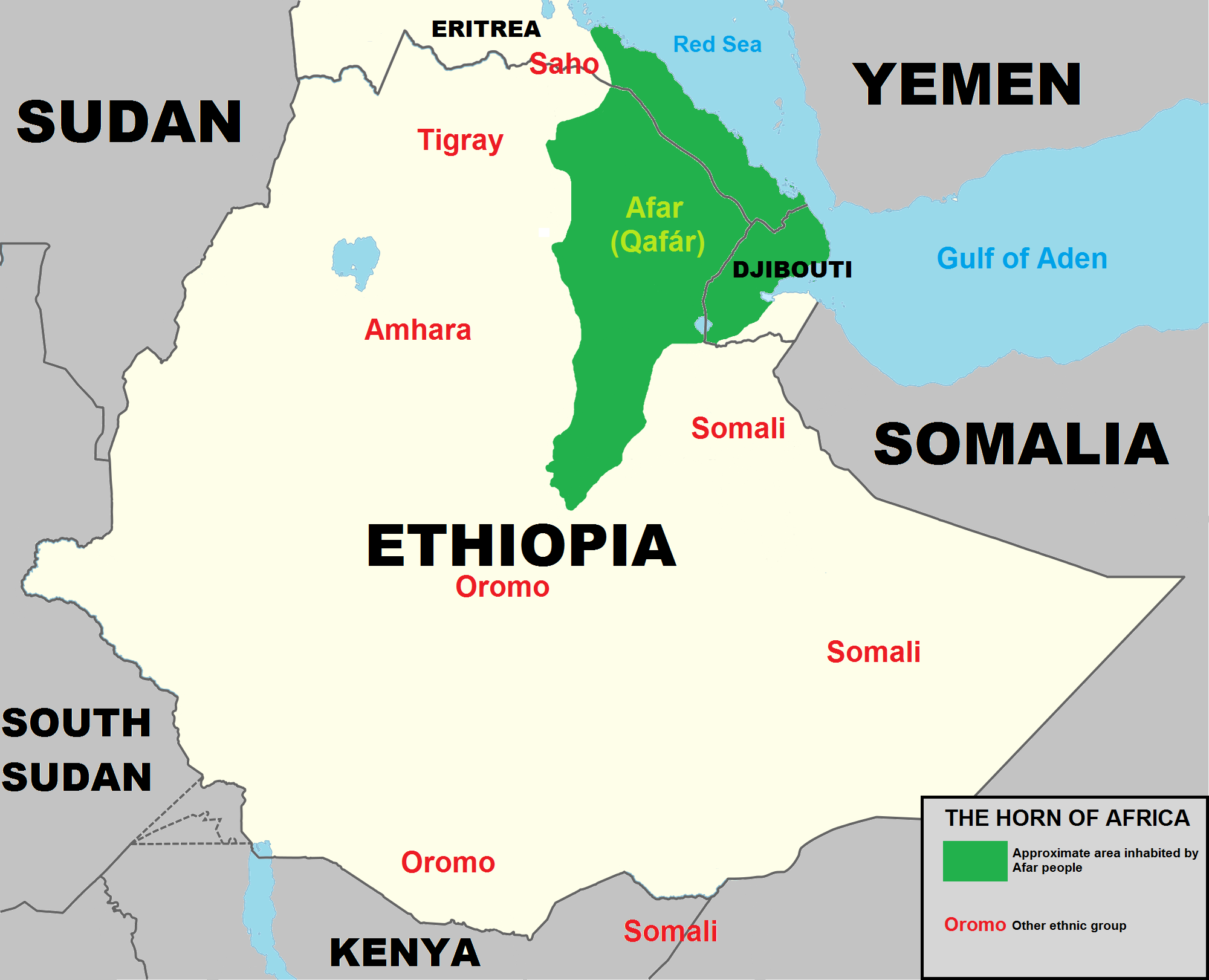
阿法爾人的分布

## 民族分佈、人口與語言

### 民族分布
阿法爾人主要生活於非洲東部的吉布地、索馬里、埃塞俄比亞和厄立特里亞。

### 人口
總人口數大約為2,728,000人
分布人數統計：
- 600,000人[2]
- 衣索比亞 1,832,000人[3]
- 296,000人[4]

### 語言
大部分的阿法爾人使用阿法爾語(Afar Af，Afaraf或Qafar af)。阿法爾語屬於低地東庫希特語支，主要分布在埃塞俄比亞的阿法爾地區，以及吉布提和厄立特里亞。阿法爾語與薩霍語（Saho language）最接近，也和索馬利亞語（Af Soomaali, Somali）有關。阿法爾語在吉布提和厄立特里亞被公認為民族語言，這兩個國家都有阿法爾語的無線電廣播，另外，阿法爾語也被公認為埃塞俄比亞阿法爾地區的正式官方語言。而阿法爾字母是由Dimis和Redo這兩名知名的民族主義者所創建的。
- 亞非語系
  - 庫希特語族
    - 低地東庫希特語支
      - 薩霍-阿法語
        - 阿法爾語[6]

#### 字母
| A a | B b | T t | S s | E e | C c | K k | X x | I i | D d | Q q |
| a   | ba  | ta  | sa  | e   | ca  | ka  | xa  | i   | da  | qa  |
| R r | F f | G g | O o | L l | M m | N n | U u | W w | H h | Y y |
| ra  | fa  | ga  | o   | la  | ma  | na  | u   | wa  | ha  | ya  |

#### 發音

##### 元音
| a   | e   | i   | o   | u   | aa   | ee   | ii   | oo   | uu   |
| [ʌ] | [e] | [i] | [o] | [u] | [aː] | [eː] | [iː] | [oː] | [uː] |

##### 輔音
| b   | t   | s   | c   | k   | x   | d   | q   | r   |
| [b] | [t] | [s] | [ħ] | [k] | [ɖ] | [d] | [ʕ] | [r] |
| f   | g   | l   | m   | n   | w   | h   | y   |     |
| [f] | [g] | [l] | [m] | [n] | [w] | [h] | [j] |     |

## 地理環境

### 位置
阿法爾人分布在一個經常被稱為阿法爾三角的地區。這個三角形地區的很大一部分是由達納基勒沙漠組成的。達納基勒沙漠是一個極深的窪地，海拔近400英尺（120米）的深度，是地球上最低的海拔之一。

### 地形
地形的特點是沙漠平原，植被很少，野生動物有限，並且有因為被山谷中斷而孤立的山群。

### 氣候
日間的溫度在太陽下可能會達到50°C（145°F）。

## 歷史沿革
根據傳統的敘述，阿法爾人分為兩種:Asayahamara（紅人）和Adoyahamara（白人）。Asayahamara（紅人）是原來從埃塞俄比亞高地入侵的一群人的後裔。Asayahamara（紅人）主導社會地位，並聲稱擁有土地，而Adoyahamara（白人）往往是牧民。
傳統的非洲社會已經被組織成獨立的王國，每個國家都由自己的蘇丹統治。分別為Sultanate of Aussa, Sultanate of Girrifo,Sultanate of Dawe,Sultanate of Tadjourah,Sultanate of Rahaito,Sultanate of Goobad。
阿法爾人現存最早的書面歷史是13世紀來自安達盧西亞作家Ibn Sa'id，書裡寫道，他們居住在薩瓦金(蘇丹東北部)的港口區周圍，南至曼德海峽附近。
隨著和索馬利亞和其他亞非地區的穆斯林關係越來越密切，阿法爾人也與中世紀控制北部非洲之角大部分區域的阿達爾蘇丹國有密切的關係。阿達爾蘇丹國與東北非，近東，歐洲和南亞地區的政權有貿易關係，促使北部非洲之角地區許多歷史悠久的城市，如馬杜納，阿巴薩，伯貝拉，西拉和哈拉爾的蓬勃發展。

## 社會、家庭與婚姻

### 社會
阿法爾人屬於父系社會，他們社會結構的核心是血統和親情，一個人屬於一個特定的氏族。氏族成員是互相分享資源、互相幫助。在北部的阿法爾地區有幾個氏族，主要是Seka，Damohita，Dahimella，Hadarmo，每個氏族又分為幾個亞氏族。每一個氏族都有領導人，領導人是根據年齡和決策能力以及在社會的名譽選出。而領導人有時是通過繼承出現的，一個氏族領導人過世，他的兒子被考慮繼承領導人的職位，但如果他們認為接班人缺乏領導能力的話，便會安排選舉。氏族領導人負責規範部族成員的行為，他們也會為了氏族的利益做一些積極的追求，並確保每個氏族成員在社會、經濟和政治上都是安全的。

### 家庭
在典型的阿法爾家庭中，男人是最大的掌權者，並且擁有家庭的財產權的。在家庭的決策中男人擁有最終的發言權。家庭內飼養的牲畜可以單獨擁有，儘管它們是被視為整個家庭的資產。小孩在出生後會收到牲畜當作出生的禮物，並且擁有它。當父親過世時，女兒不能繼承財產，只有兒子能夠繼承。家庭的分工是基於性別和年齡。因此，男性成年人負責管理牲畜和家，丈夫負責放牧、擠奶和銷售牲畜；妻子負責取水、研磨穀物，並在房子裡準備食物。

### 婚姻
阿法爾屬於姑舅表婚制，他們規劃婚禮的方法有三種。有的時候是，當女性剛出生時，由男性的家庭選擇一個當做新娘，並由女方的父母同意這樁婚姻。

## 產業與生活
游牧的生活是他們生活的傳統形式，但是仍有一些沿海的阿法爾人從事漁獵的生活。而家畜包括山羊，綿羊和駱駝是合適飼養在這裡的地形的，有一些地區的阿法爾人也有飼養牛隻。阿法爾人的三餐大多為肉食(飼養、野生的)和奶製品，有時是偷來的，有時是與高原的村民貿易獲得的。一直到大約1930年，阿法爾人參與跨紅海奴隸貿易，這也大幅增加了他們的生活基礎。最近阿法爾人與在阿比西尼亞高原西部生活的基督教農民貿易，交換奶油、皮革，牲畜和繩子等農產品。

## 信仰與習俗

### 信仰
伊斯蘭教是阿法爾人的主要宗教，並遵循蘇菲教派的慣例。

### 習俗

#### 生命禮俗
阿法爾的女性有極高的比例有遵行傳統的割禮。割禮對於阿法爾人是極為重要的文化之一，他們認為行割禮是在確保女性婚前皆為處女的宗教行為。

#### 婚俗

##### 婚姻的產生
新郎所做的第一件事是選擇新娘後，通知他的父親並要求他批准。因為他的父親不僅可以決定兒子的婚禮，也會打電話給他的兄弟，然後一起討論是否批准這個婚禮。在這些討論中，父親會和兒子商量他的選擇，並詢問他女孩到底和他適不適合。經過漫長而詳盡的討論，會再次詢問新郎他的選擇。
由於新郎的家人在批准婚禮上已經討論過，下一步便是通知新娘的家人，並由新郎父親那方的家庭到新娘的家裡。
由新娘的父親安排男女雙方家庭的會面，與女方的舅舅和氏族討論這樁婚姻。在阿法爾人的文化裡，這個氏族被認為是一種傳統，但大多數的時候，婚禮的決定還是由女方的舅舅決定。
比起父親，女方的舅舅和家庭在婚禮的批准過程中發揮了關鍵作用。在舅舅的批准之後，女孩的母親會去告訴女兒她要結婚了，在這個時間點，兩個家庭便會一起決定婚禮時間表。在此之後，正式決定婚禮的確切時間，婚禮可能是幾個月甚至是一年後。

##### 婚禮前置作業
在婚禮前三天，有一個由村里的婦女準備的特別儀式。在地上挖一個小洞，將用黏土製成的容器放在洞里三天，並製作Bookali，Bookali是一種裝飾著奶油和不同香水葉子的裝飾品，是為了這個婚禮準備的，所以新娘會在婚禮當天將它裝飾到身上，這個傳統已經經過了好幾個世代，如果參與製作Bookali的女性結婚的話，在傳統中被視為好兆頭。
新娘會在婚禮前的四五天躲在她朋友的房子裡，新娘偶爾會回到她家，以幫助她的母親一些家務事。而新娘躲藏的原因是為了避免在婚禮之前因為不同的儀式而接觸不同的受邀者。
新娘在婚禮前兩天會回到她的臥室，她的朋友會為她唱不同的歌曲。之後，會有一個男人來到新娘身邊，將她左右移動作為測試新娘耐力的標誌，這種傳統被稱為Niksow。   
而幫新娘做婚禮當天的頭髮的人也應該是已經結婚的人。

##### 婚禮當天進行的傳統儀式
Dekar，是一種傳統的鼓為了新郎的榮譽而擊打。
女性著閃閃發亮的衣服，頭髮上和身上都穿戴著金飾，他們玩耍和跳舞直到黃昏。在此期間進行了不同的傳統舞蹈，如Denkalit和Malebuwa。
而新郎當天他的其中一個伴郎會幫他剪頭髮，並準備洗頭和身體。剪完頭髮後，新郎用雞蛋清洗頭髮，之後由新郎覺得值得信賴的人靠近新郎，並在新郎的手上掛一根棒子，這個棒子被稱為Ketel，是不允許把它放在地上的。在這之後，新郎必須出去吃他婆婆準備的特別食物，這種特殊的食物被稱為Ara-Iskwada，由牛奶、奶油、米和不同香料製成，據說這種食物是專門為新郎的力量準備的，而在新郎吃了這個食物之前，沒有人會開始吃飯。

##### 婚禮結束後進行事項
阿法爾人的蜜月房，稱之為Ado Ari，由新娘的家人準備，地點的選擇為遠離新娘的娘家，而村民們也會聚在一起幫助建房。  
新娘的母親通常會陪伴這對夫婦幫助他們建房，並在三天後回家。妻子懷孕的時候，丈夫通常會帶她回到家裡，之後丈夫會拆除蜜月房。

## 文學與藝術

### 藝術
大部分是手工製作的銀製品和青銅製品。

## 現況
整個阿法爾地區只有三所中學，並且只有百分之一的阿法爾曾經完成小學。醫療資源也相當的不足，只有約5％的阿法爾人口能夠獲得適當的保健，根據世界衛生組織（WHO）的統計，阿法爾地區只有兩家醫院要服務整個地區的阿法爾人是非常不足的。
2001年世界衛生組織的一份針對阿法爾地區的報告說：電力供應，運輸和通信等基礎設施嚴重不足，對服務提供造成嚴重障礙，並且幾乎每個衛生領域，阿法爾人都遠低於全國平均水平，也由於財政拮据和運輸的不足，三年內無法提供衛生服務，對疾病的疫苗接踵幾乎為零。
在阿法爾地區的首都，Asayita，溫度經常達到45攝氏度，缺乏基本的服務，如道路和電力。目前只有13個非政府組織正在那裡開展計劃，而在六年前只有兩個，由於世界銀行和國際貨幣基金組織目前正在當地實行牧民企劃，因此吸引了其他的組織。世界銀行為期五年的資助計劃，總資金約為2.5億美元，稱為埃塞俄比亞社會和農村發展基金（ESRDF），針對農村地區做資助的計畫，但往往沒有照顧到阿法爾地區的牧民，因此現在世界銀行正在推出一項直接資助牧民的計劃。